# Svenska mästerskapet i bandy 1914
Svenska mästerskapet i bandy 1914 avgjordes genom att AIK vann mot Djurgårdens IF med 4-2 i finalmatchen på Brunnsviken vid Albano i Stockholm den 1 mars 1914.

## Matcher

### Kvartsfinaler
- AIK-Linköpings AIK 4-1
- IFK Uppsala-IFK Strängnäs 5-1
- Djurgårdens IF-IFK Stockholm 2-0
- IFK Gefle-Johanneshofs IF 2-2

#### Omspel av kvartsfinal
- Johanneshofs IF-IFK Gefle 5-2

### Semifinaler
- AIK-IFK Uppsala 4-2
- Djurgårdens IF-Johanneshofs IF 7-1

### Final
- 1 mars 1914: AIK-Djurgårdens IF 4-2 (Albanobanan, Brunnsviken)

## Svenska mästarna
Mall:AIK Bandy 1914

### Fotnoter
1. ↑  Erik Jonsson. ”1907–1919”. Svenska Bandyförbundet. https://www.svenskbandy.se/BANDYFINALEN/HISTORIK/Svenskamastare/Herrar/1907-1919/. Läst 1 september 2011.